# الشعيب (جرابلس)
الشعيب قرية سوريّة تتبع إداريّاً لمحافظة حلب منطقة جرابلس ناحية غندورة، بلغ تعداد سكانها 984 نسمة حسب التعداد السكاني لعام 2004.